# 알렉산드르 베조브라조프
알렉산드르 미하일로비치 베조브라조프(러시아어: Александр Михайлович Безобразов, 1853년 9월 13일~1931년 10월 9일)는 러시아의 사업가, 정치가이다. 니콜라이 2세의 총신으로, 러시아의 극동외교에 큰 영향을 미치면서 러일전쟁의 원인 중 하나를 제공했다.
러시아 탐보프 근교의 하급귀족 가문에서 태어났다. 친위기병연대에서 대위로 복무하고 있던 와중인 1881년 알렉산드르 2세가 암살되자 "신성민병대(Holy Militia)"라는 반혁명 비밀결사에 가입했다.
1896년, 일본과의 개전의 필요성을 주장하는 청원서를 황제에게 제출했다. 이 상소문에서 베조브라조프는 영국 동인도 회사 같은 조직을 만들어서 한반도와 만주의 권익을 확보, 정복해야 한다고 주장했다. 재무장관 세르게이 비테는 베조브라조프의 의도를 의심스럽게 여기고 그를 방해했다. 그러나 같은 해 블라디보스토크의 러시아 상인 유리 브리네르가 조선 고종에게 압록강의 목재 벌채권을 따내고 1897년 이 권리를 러시아 정부에 팔겠다고 나서왔는데, 이는 베조브라조프의 계획에 합치하는 방향이었다. 1898년, 베조브라조프는 알렉산드르 미하일로비치 대공의 천거에 의해 사촌인 해군소장 알렉세이 아바자와 함께 니콜라이 2세의 측근이 되었다. 여기에 마리아 표도로브나 태후, 펠릭스 유수포프 공작, 미하일 로잔코, 해군제독 예브게니 알렉세예프 등이 모여들어서 소위 "베조브라조프 서클"이 형성되었다.
베조브라조프는 황제를 계속 설득했고, 1898년 5월 내각은 비테의 반대에도 불구하고 압록강 목재 벌채권을 구입하기로 결정했다. 그래서 1901년 7월 회사 면허가 만들어졌고, 독일과 프랑스에 지분을 제안하기로 했다(러시아의 경쟁 상대인 영국과 일본은 배제한다). 그 와중 중국에서 의화단의 난이 일어나 극동에서 러시아의 군사적 영향력이 증가했고, 러시아는 청나라에게서도 조선에서와 같은 벌채권을 얻어 압록강 양안에서 사업을 벌리게 되었다. 러시아를 공동의 적으로 삼아 영일동맹이 조인되자 니콜라이 2세는 베조브라조프를 극동에 파견했다. 베조브라조프는 알렉세예프 제독과 함께 일본과의 전쟁을 불사해서라도 만주에서 러시아군이 철수해서는 안 된다고 논의했다. 1902년 비테가 배제된 상태에서 베조브라조프는 국고에 거의 무제한적인 접근권을 가지게 되었고, 국부를 사용해 압록강 임업을 독점하는 회사를 설립했다. 이 회사는 표면적으로는 베조브라조프 소유의 사기업이었지만, 사장 베조브라조프가 스테이트 세크러트리로 입각하는 등 사실상 국영기업이었다. 러시아 육군 병력이 민간인 복장을 하고 압록강을 따라 군사거점을 구축했다. 또한 베조브라조프는 홍호자 마적떼를 동원하여 이 일대의 중국인 주민들을 몰아냈다.
1903년 5월까지도 베조브라조프의 권세는 끝없이 상승했다. 니콜라이 2세는 베조브라조프를 극동부왕으로 임명했고, 비테를 제쳐두고 베조브라조프와 경제를 논의했다. 동년 8월에는 비테의 만주 채광업체를 자신의 임업체와 합병시켰다. 그러나 이렇게 한반도와 만주를 두고 일본과 긴장을 높여가던 끝에 결국 러일전쟁이 터지고 베조브라조프의 사업은 쫄딱 망했다. 그는 채권자들을 피해 스위스로 도망갔다가 1904년 말 러시아로 귀국했다. 그 뒤 러시아 혁명으로 다시 국외도피하게 되었고 1931년 망명지인 프랑스 파리에서 객사했다.

## 참고 자료
- Kowner, Rotem (2006). Historical Dictionary of the Russo-Japanese War. The Scarecrow Press. pp. 68–69. ISBN 0-8108-4927-5.